# 海伊迪·佩尔塔里
海伊迪·佩尔塔里（芬蘭語：Heidi Pelttari，1985年8月2日—），芬兰女子冰球运动员。她曾代表芬兰参加2006年和2010年冬季奥林匹克运动会冰球比赛，其中2010年奥运会获得一枚铜牌。